# Nosferatu, Eine Symphonie des Grauens
Nosferatu, Eine Symphonie des Grauens (prt: Nosferatu, o Vampiro) é um filme alemão de 1922, em cinco atos, dirigido por Friedrich Wilhelm Murnau.
O roteiro é uma adaptação do romance Drácula, de Bram Stoker, embora com nomes de personagens e lugares alterados, pois os herdeiros do escritor não concederam aos produtores autorização para adaptar a obra. Processado por violação de direitos autorais, a justiça ordenou a destruição das cópias do filme, mas algumas delas, entre as muitas já distribuídas, permaneceram guardadas até a morte da viúva de Bram Stoker e estão hoje em dia disponíveis em versões restauradas.[carece de fontes?]
O filme teve uma refilmagem em 1979, Nosferatu: Phantom der Nacht, dirigida por Werner Herzog.
O longa narra a história de Conde Orlok, um vampiro dos Montes Cárpatos que se apaixona perdidamente por Ellen e traz o terror à cidade dela, Wisborg. Nosferatu é considerado um dos primeiros representantes do gênero de terror no cinema, além de sua concepção visual ter exercido forte influência no gênero. Ao mesmo tempo, com um protagonista demoníaco e seu caráter perturbado, a obra é considerada uma representação fiel do cinema da República de Weimar.[carece de fontes?]

## Elenco
- Max Schreck: Conde Orlok
- Alexander Granach: Knock, corretor de imóveis
- Gustav von Wangenheim: Thomas Hutter
- Greta Schröder: Ellen, mulher de Hutter
- Max Nemetz: capitão do Empusa
- Wolfgang Heinz: suboficial do Empusa
- John Gottowt: Professor Bulwer, um paracelsiano
- Georg Heinrich Schnell: Harding, armador
- Ruth Landshoff: Annie, irmã de Harding
- Gustav Botz: Dr. Sievers, médico local
- Hardy von Francois: médico do hospital
- Albert Venohr: marinheiro
- Guido Herzfeld: anfitrião
- Karl Etlinger: colega de Bulwer
- Heinrich Witte: guarda do manicômio
- Fanny Schreck: enfermeira

## Realização

### Roteiro e pré-produção
Nosferatu foi a única produção cinematográfica de 1921 da Prana-Film, fundada por Enrico Dieckmann e Albin Grau. Grau teve a ideia de rodar um filme de vampiros. A inspiração para isso veio de uma experiência de guerra dele: no inverno de 1916, um agricultor lhe disse que seu pai fora um vampiro, um morto-vivo. Henrik Galeen pediu a Diekmann e Grau que fizessem um roteiro baseado no romance Dracula, escrito por Bram Stoker em 1897, embora os direitos autorais não tivessem sido adquiridos. Galeen era reconhecido como especialista em filmes de suspense; ele já havia trabalhado em Der Student von Prag (1913) e escrito o roteiro de Der Golem, wie er in die Welt kam (1920). O roteirista deslocou o enredo do romance para uma cidade portuária fictícia chamada Wisborg e mudou os nomes dos personagens. Com isso veio também a ideia de que foi um vampiro quem trouxe a Wisborg a peste contraída dos ratos. Ademais, abdicou do personagem Van Helsing, caçador de vampiros. O roteiro de Galeen foi poeticamente acompassado, mas sem ser tão fragmentado como os livros do autor de forte influência expressionista Carl Mayer. Lotte Eisner se refere ao roteiro de Galeens como "todo poesia, todo ritmo".
Dieckmann e Grau conseguiram como diretor Friedrich Wilhelm Murnau, que, embora fosse diretor apenas desde 1919, havia já conseguido grande reconhecimento de seu talento como cineasta com suas sete primeiras produções. Grau, que havia estudado na Escola Superior de Belas Artes de Dresden, se encarregou de questões artísticas como decoração e figurino. Para a trilha sonora, chamaram Hans Erdmann. O desconhecido ator Max Schreck, de Munique, foi convocado para o papel principal. Para os demais papéis, foram convidados atores expressionistas ensinados por Max Reinhardt, como Greta Schröder, Gustav von Wangenheim e Alexander Granach, antigo colega de Murnaus na escola de artes cênicas de Reinhardt, no Deutsches Theater.

### Produção
As filmagens de Nosferatu começaram com uma tomada ar livre em julho de 1921 em Wismar. Da torre da Igreja de Santa Maria, foi rodada uma cena do bazar de Wismar com seu chafariz, de forma a contextualizar o cenário de Wisborg. Outros locais que foram filmados incluem: o Portão d'Água, o pátio da Igreja do Espírito Santo e o porto. Em Lübeck, o Salzspeicher, um prédio abandonado outrora usado como depósito de sal, foi usado como a nova casa de Nosferatu em Wisborg; os caixões foram carregados descendo a rua Depenau; a rua Aegidienkirchhof, bem como outros lugares da cidade, também serviram de cenário. Outras tomadas ocorreram em Lauenburg, em Rostock e na ilha de Sylt. Para completar, a equipe viajou para os Montes Cárpatos, onde o Castelo de Orava serviu como o castelo caindo aos pedaços de Orlok. Ainda outros lugares a serem filmados foram encontrados de imediato nas redondezas; foi daí que surgiram, por exemplo, a cena em que Hutter para dar um descanso em Dolný Kubín e a cena em que a jangada parte com os caixões, rodada no Rio Váh. Para as cenas de montanhas, a equipe usou os Tatras Altos, nas fronteiras entre Eslováquia e Polônia. De outubro a dezembro de 1921 foram então gravadas as cenas internas no JOFA-Atelier do Berlin-Johannisthal e ainda mais algumas ao ar livre na floresta de Tegel.
Para as filmagens, o cinegrafista Fritz Arno Wagner só tinha, por questões financeiras, uma única câmera a sua disposição, o que justifica a existência de apenas um único negativo das filmagens. O diretor seguiu o roteiro de Galeens a risca e adicionou apenas algumas instruções a mão e anotações referentes ao posicionamento da câmera, à iluminação e afins. De fato, doze páginas do roteiro foram completamente reescritas por Murnau (estando ausentes em seu exemplar as páginas correspondentes do texto de Galeens). Isso ocorre nas cenas finais do filme, em que Ellen se sacrifica e o vampiro morre em meio aos primeiros raios do sol. Murnau preparava minuciosamente seu trabalho; contornos artísticos eram planejados para cada cena, de modo que fossem correspondidos em sua posterior execução. De forma a compassar a encenação dos atores, Murnau fez uso de um metrônomo.

### Lançamento
Grandes esforços foram aplicados para o lançamento do filme. Pouco antes da estreia, os responsáveis publicaram na vigésima primeira edição da revista Bühne und Film ("Palco e Filme") uma matéria com o resumo do filme, fotos de cenas e dos bastidores, relatórios e análises da produção, além de um ensaio sobre Vampirismo. A pré-estreia de Nosferatu ocorreu no dia 4 de março de 1922 no salão de mármore do Jardim Zoológico de Berlim na chamada Festa do Nosferatu, para a qual foi pedido aos convidados o uso de roupas à moda Biedermeier. Um prólogo escrito por Kurt Alexander, inspirado em Vorspiel auf dem Theater do poeta alemão Goethe, abriu a projeção do filme, enquanto a orquestra Otto Kermbach tocava a trilha sonora à condução do compositor. Após a exibição de Nosferatu, uma dançarina da Ópera Estatal de Berlim apresentou a peça Die Serenade ("A Serenata"), escrita por Edmann. Em seguida, uma festa à fantasia atraiu diversos cineastas berlinenses, como Ernst Lubitsch, Richard Oswald, Hanns Kräly, Johannes Riemann, Heinz Schall, entre outros. Finalmente, a estreia oficial do filme ocorreu no Primus-Palast no dia 15 de março de 1922.

### Crítica contemporânea
Nosferatu enalteceu o diretor Murnau aos olhos do público, e ainda mais com seu filme Der brennende Acker tendo sido publicado apenas alguns dias depois. A imprensa cobriu Nosferatu com detalhes e ampla predominância de elogios, embora alguns tenham criticado que a clareza das imagens e sua perfeição técnica não fossem compatíveis com o gênero de terror. A revista Film-Kurier de 6 de março de 1922 criticou o fato do vampiro ter sido retratado de forma tão humana e ter sido tão bem iluminado, o que não teria um efeito realmente assustador: "O que pode ser uma vantagem para filmes fiéis à realidade precisa ser evitado em filmes que tratam de ficção. Neste caso, o artista deve priorizar a vagueza das nuances. Porque, com uma iluminação muito boa, qualquer elemento aterrorizante perde de uma vez todo seu terror." A revista Der Film de 12 de março de 1922 disse que a imagem do vampiro seria mais impactante se os outros atores aparecessem mais em primeiro plano e a silhueta do vampiro aparecesse por trás deles.

## Música
A trilha sonora original de Nosferatu foi composta por Hans Erdmann (1888-1942), para ser executada ao vivo durante as exibições, como era comum na era do cinema mudo. Erdmann criou temas doces e melodiosos para as cenas que mostravam o amor verdadeiro entre Hutter e Ellen, contrastando com a percussão pesada para os momentos de tensão e o fortissimo que acompanha os horrores a bordo do Empusa. A maior parte das partituras de Erdmann, porém, se perdeu, restando apenas o trecho que foi publicado sob o título Fantastisch-romantische Suite (1926), além de anotações e instruções do compositor que permitiram reconstituições da trilha.
Em 1996, James Bernard, autor também da trilha de filmes de vampiros produzidos pela Hammer, compôs uma nova trilha para o relançamento de Nosferatu em VHS.
O maestro e compositor alemão Pierre Oser criou em 2012 uma trilha para o filme, apresentada em exibições do filme no Rio de Janeiro e em São Paulo.
O festival de teatro neozelandês NZ Fringe apresentou em 2012 o projeto Transit of Venus vs Nosferatu, em que o filme foi exibido acompanhado por uma versão adaptada do álbum conceitual Nosferatu (2009), da banda de rock Transit of Venus.